# České dráhy
A České dráhy akciová společnost (lefordítva Cseh Vasutak Rt., rövidítve ČD) Csehország legjelentősebb vasúttársasága, amely regionális és távolsági szolgáltatásokat nyújt.
A vállalatot 1993 januárjában, röviddel Csehszlovákia felbomlása után hozták létre a Csehszlovák Államvasutak utódjaként. Tagja a Nemzetközi Vasúti Uniónak (a Cseh Köztársaság UIC országkódja 54), az Európai Vasúti és Infrastruktúratársaságok Közösségének és a Vasúti Együttműködési Szervezetnek. Huszonnégyezer alkalmazottjával a ČD Csoport az ötödik legnagyobb cseh vállalat a foglalkoztatottak száma alapján.

## Története

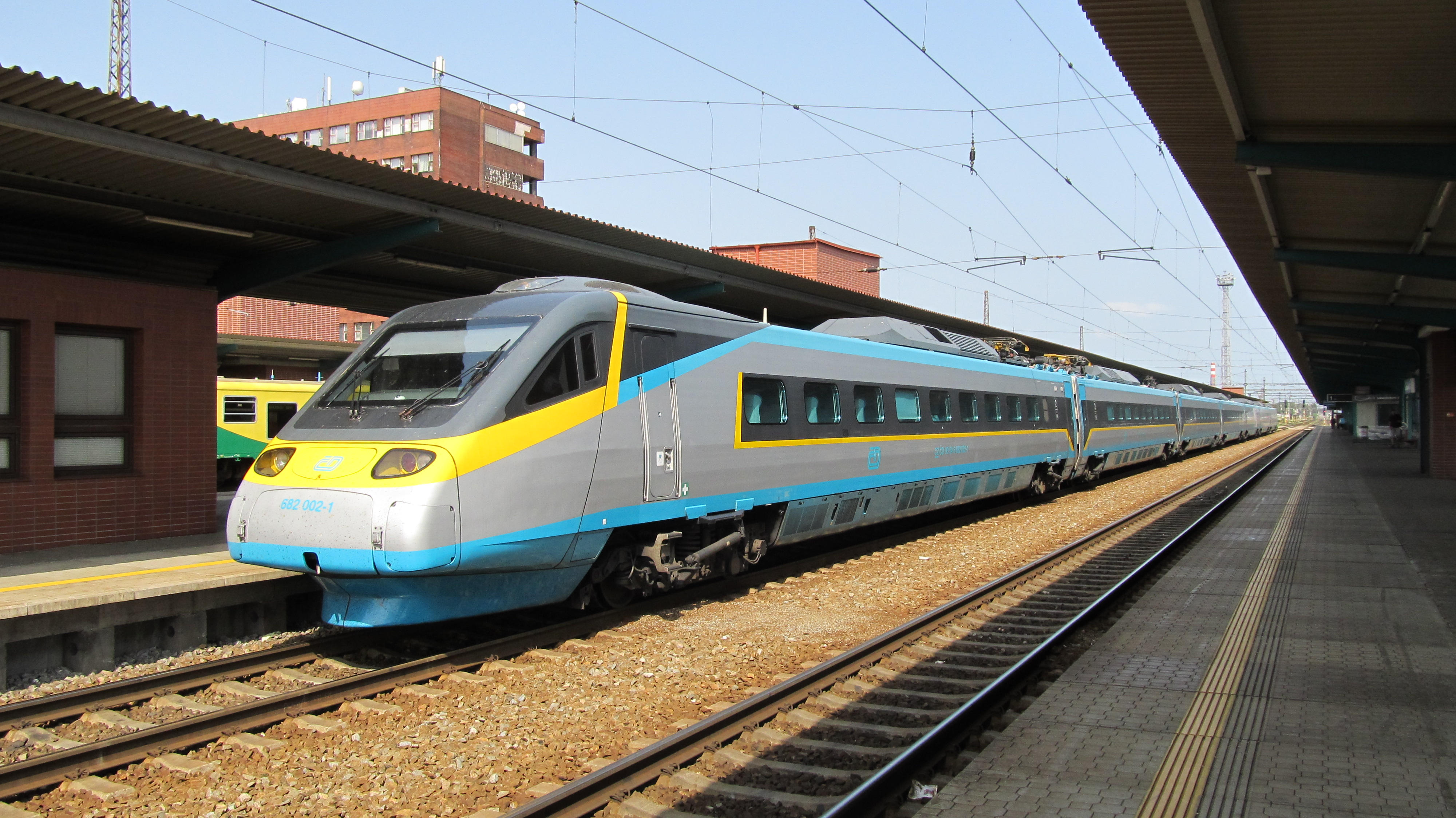
Cseh Pendolino

Mivel a mai Csehország területe az első világháború végéig a Ausztriához tartozott, ezért addig a Császári és Királyi Osztrák Államvasutak tulajdonában volt a vasúthálózat.
- 1828. České Budějovice és Linz között megépül Európa első lóvasútja
- 1918. Megalakul a Csehszlovák Államvasutak, a ČSD
- 1991. Elindul az első EuroCity vonat a Csehszlovák Államvasutak vonalán
- 1993. Csehszlovákia kettészakadásával megalakul a ČD és a ŽSR
- 2005. Megkezdi menetrend szerinti üzemét a cseh Pendolino

## Vonalak
9 492 kilométeres normál nyomtávolságú vonalhálózatából 3047 km villamosított (32%). Különlegesség, hogy vonalainak északi fele 3000 V egyenárammal, déli része pedig 25 kV 50 Hz váltakozó árammal üzemel. Ennek eredményeképpen háromféle vontatójármű közlekedik a ČD vonalain, egyenáramú (általában zöld festésű), váltóáramú (piros) és kétáramnemű (kék).
Fővonalak:

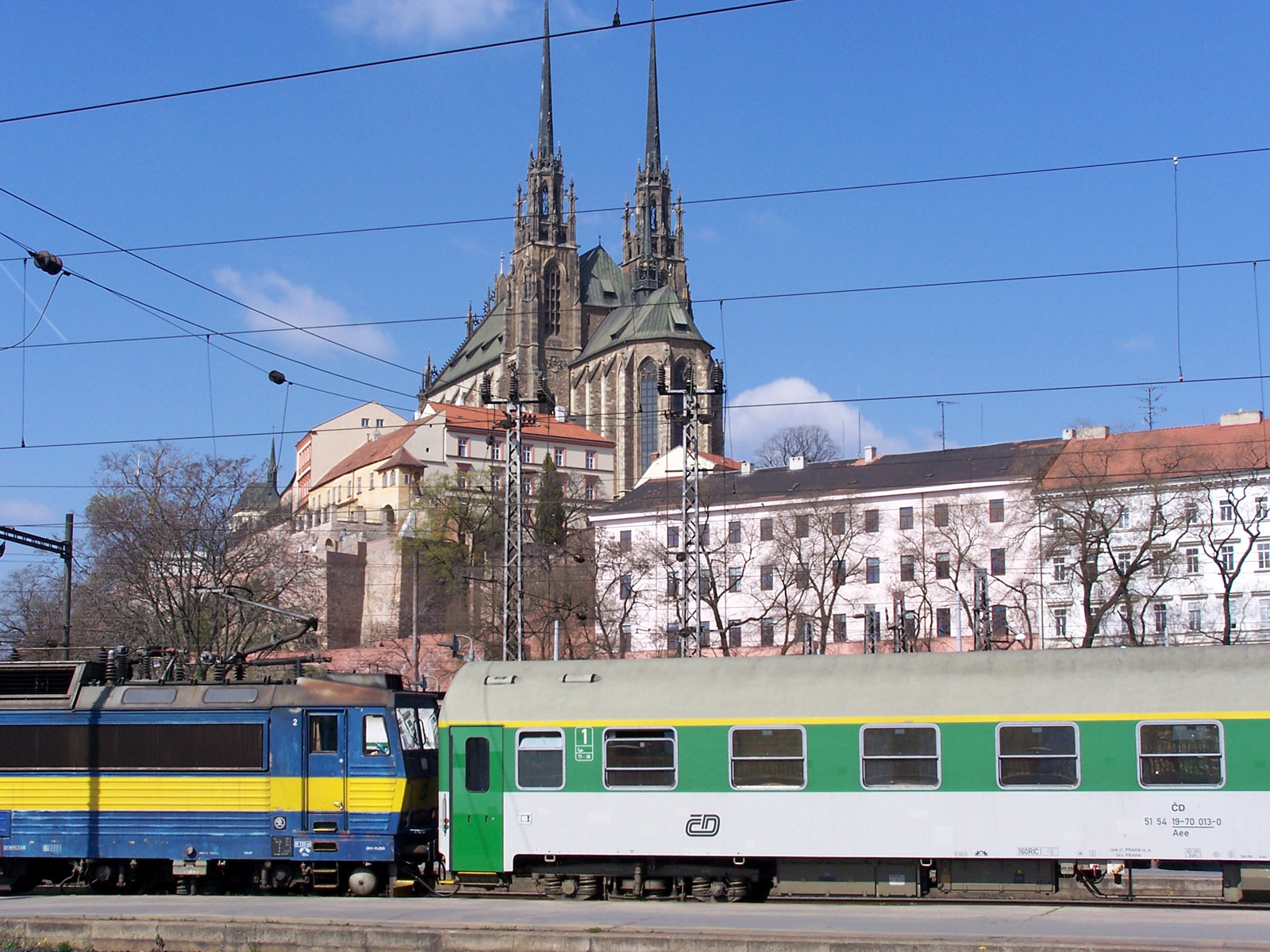
A brünni főpályaudvar, háttérben a város fő nevezetessége

- Prága – Kolín – Havlíčkův Brod – Brno – Břeclav
- Prága – Kolín – Pardubice – Česká Třebová – Brno – Břeclav
- Česká Třebová – Olomouc – Přerov
- Prága – Plzeň – Cheb
- Prága – Ústí nad Labem – Děčín
- Prága – České Budějovice
- Brno – Přerov – Olomouc
- Brno – Jihlava – České Budějovice – Plzeň
- Břeclav – Přerov – Ostrava – Bohumín
- Ústí nad Labem – Chomutov – Karlovy Vary – Cheb

## Vonatnemek

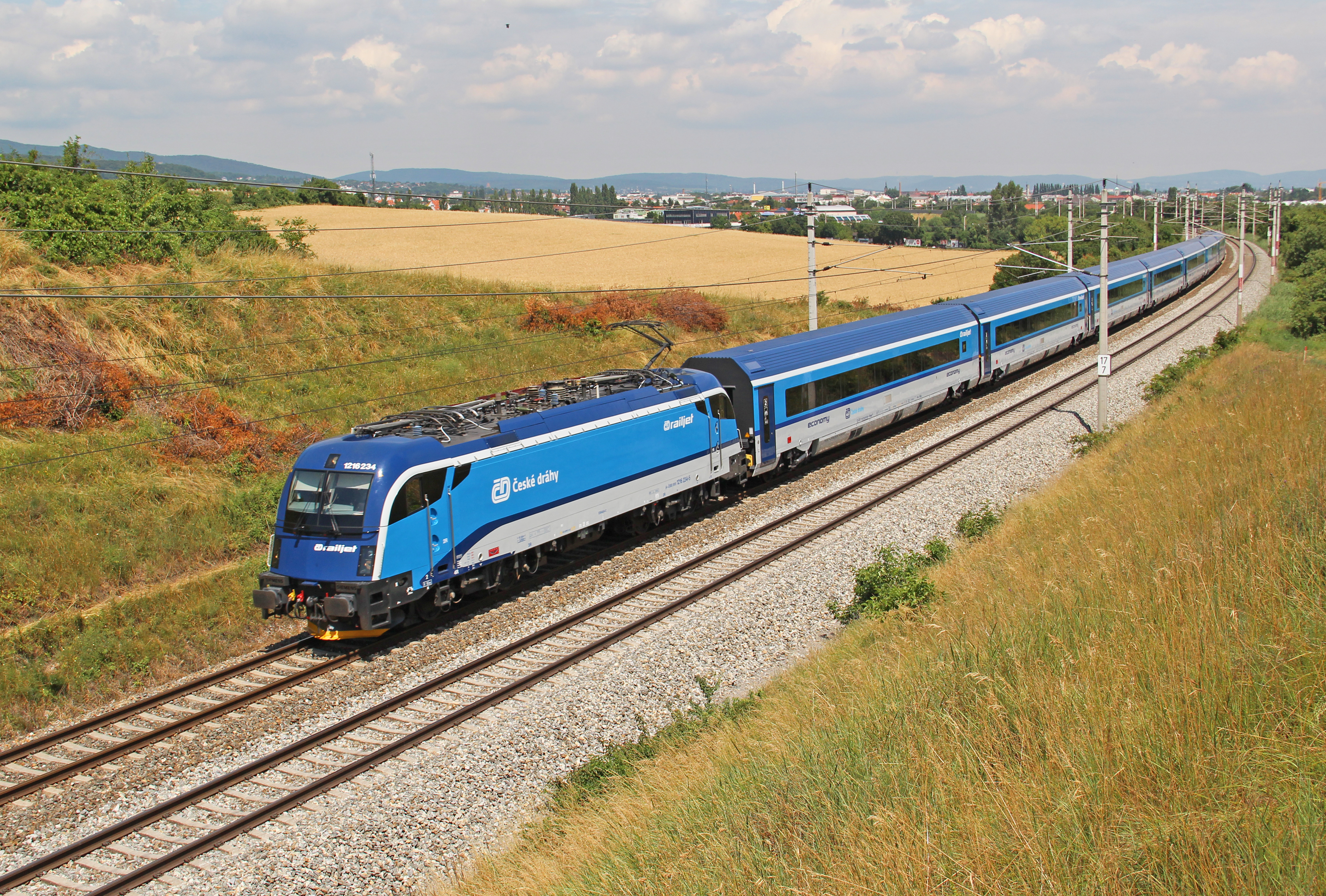
A cseh Railjet

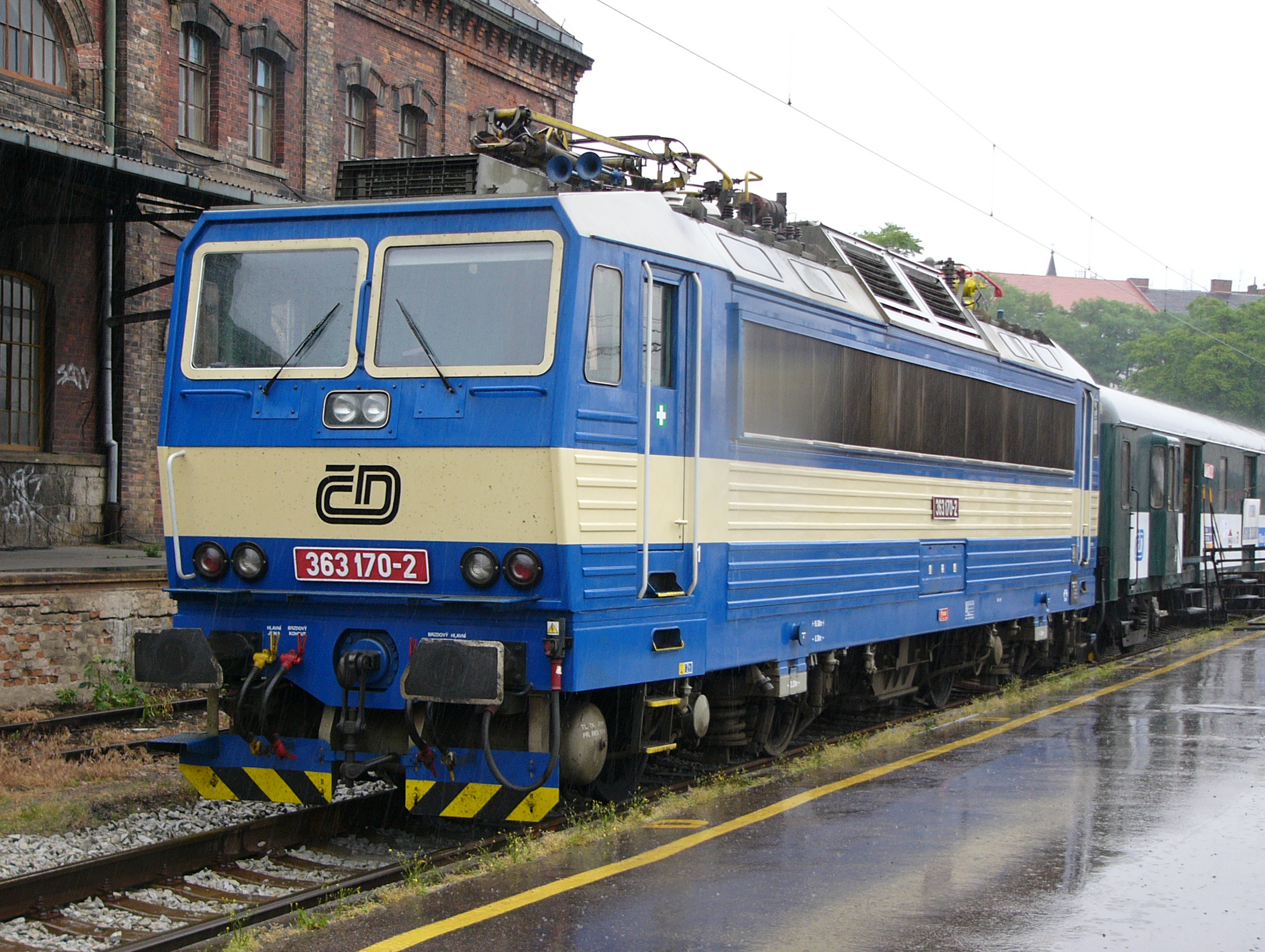
A 363-as kétáramnemű ČD mozdony

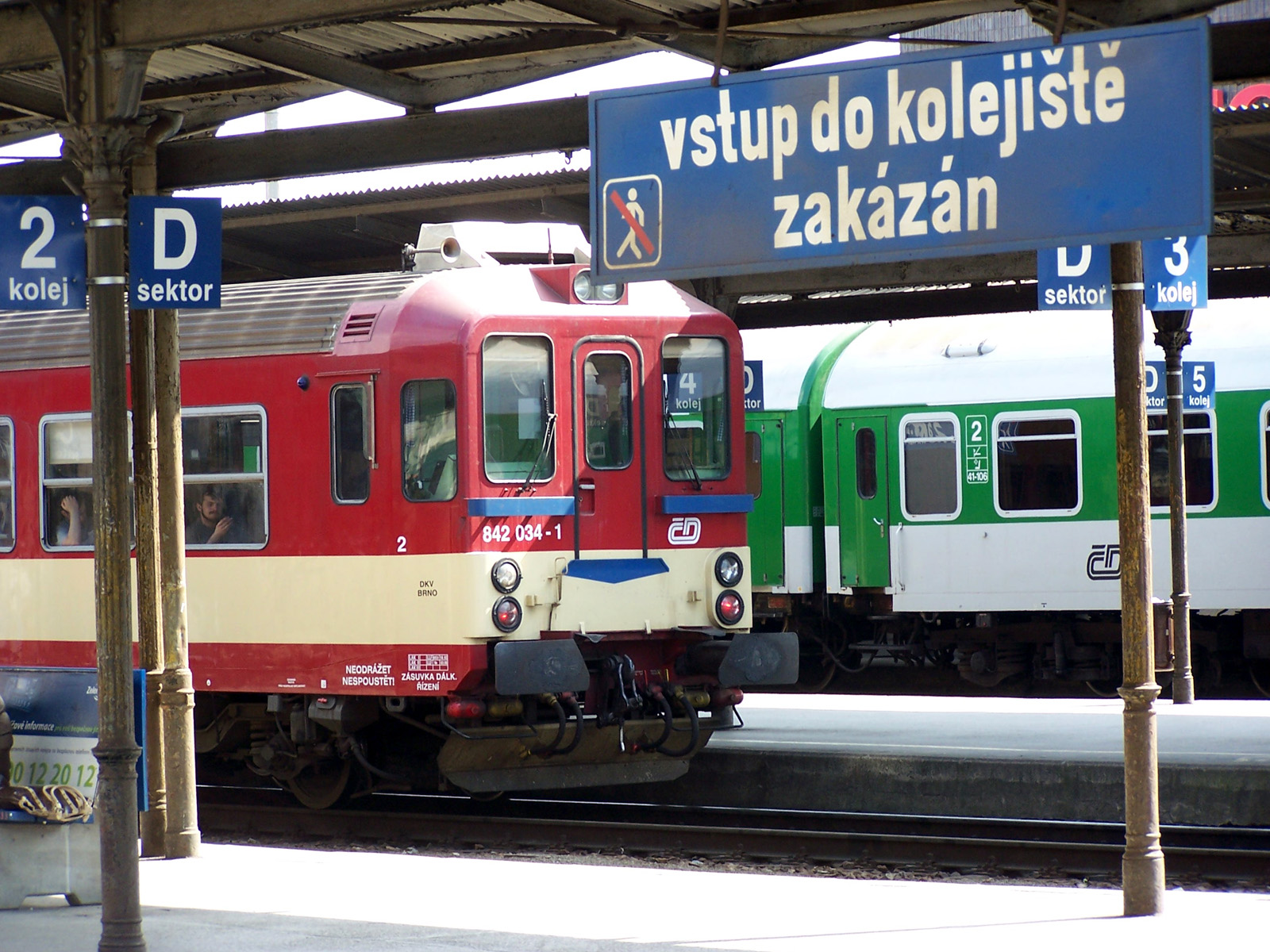
Dízel motorvonat a brnói főpályaudvaron

- SC – SuperCity, a Cseh Vasút nagysebességű Pendolino motorvonata. Prágából indul, célállomásai: Ostrava, Bohumín, Františkovy Lázně, Cheb és Kassa. Helyjegy váltása kötelező.[5]
- EC – EuroCity vonat, MÁV, ČD, PKP vagy DB-kocsikkal. A helyjegyváltás fakultatív.
- EN – EuroNight, Minőségi éjszakai nemzetközi vonat. A helyjegyváltás fakultatív.
- RJ – Railjet, Minőségi nemzetközi vonat Prága és Graz között, Bécs érintésével. A helyjegyváltás fakultatív.
- NJ – Nightjet, Minőségi éjszakai nemzetközi vonat Berlin és Bécs között, Ostrava érintésével. A helyjegyváltás fakultatív.
- IC – InterCity, Minőségi belföldi és nemzetközi vonat. Általában csak a nagyobb városokban állnak meg. A helyjegyváltás kötelező.
- J - InterJet, Minőségi belföldi vonat.
- Ex – expresní vlak (expresszvonat), Prágából München, Linz, Varsó, Zsolna és Kassa felé. Egyes vonalakon nagyvárosok között belföldi forgalomban is közlekednek expresszvonatok. Csak a nagyobb városokban állnak meg. Helyjegy váltható. Az EuroCity vonatokat belföldi forgalomban sokszor expresszvonatként is feltüntetik.
- R – rychlík (gyorsvonat), nagyvárosok között, illetve turisztikai célpontok felé közlekedik, és csak a nagyobb településeken áll meg. Helyjegy is váltható.
- Sp – spěšný vlak (sebesvonat), egy fontosabb csomópontból indulva a kisebb forgalmú megállókat kihagyja, majd adott állomástól mindenhol megáll; egyes vonalakon a néhány megállót kihagyó vonatokat is sebesvonatként tüntetik fel.
- Os – osobní vlak (személyvonat), a legtöbb állomáson és megállóhelyen megáll.
- Rx – Rychlík vyšší kvality (minőségi gyorsvonat), belföldi forgalomban. Nagyvárosok között közlekedett és csak a nagyobb városokban állt meg. Jelenleg nem használják.
- ER – EuRegio, jelenleg nem használják.

Magyarországról Csehországba több nemzetközi vonat is közlekedik. Párkányon és Pozsonyon át a Metropolitan EuroCity, a Hungária EuroCity és a Báthory EuroCity, valamint a Metropol EuroNight közvetlen kocsijai egész évben közlekednek. A Hungária Németországig közlekedik (Drezda, Berlin, Hamburg).

## Forgalom
Az utasforgalom az elmúlt években az alábbi módon változott:
| Utasok száma | 175 000 000 | 164 300 000 | 168 800 000 |
|              | 2017        | 2023        | 2024        |

## Fejlesztések
A társaság három szerződést írt alá két gördülőanyag gyártóval, több mint 4 milliárd cseh korona értékben, regionális vonatállománya döntő részének megújítása céljából. A Škoda Holding elérte, hogy 15 db háromrészes villamos motorvonatot gyárthat, 2,06 milliárd cseh koronáért az Ústí nad Labem, Pardubice, Hradec Králové, Olomouc, és Dél-Csehország régiói részére, és 4 db kétkocsis villamos motorvonatot 448 millió cseh koronáért Dél-Csehország vasútvonalaira. A 160 km/h sebességű vonatokat 2012 év közepétől 2014 közepéig szállítják le.
Eközben a PESA 2 milliárd cseh korona értékben írt alá szállítási szerződést, 31 db kétkocsis Link dízel motorvonat szállítására, az ország nyugati felén lévő Karlovy Vary és Děčín, valamint délkeleti Zlin régiók személyszállítására. A vonatok 120 ülőhellyel rendelkeznek, és két 390 kW teljesítményű motorral, melyek megfelelnek az EU III.a kibocsátási szabványának. Az EU regionális közlekedési alapjából a teljes beruházási összeg 40 százalékát fedezi.

### Használt személykocsi-beszerzések
A České dráhy több részletben is vásárolt használt személykocsikat a szomszédos Ausztriából:
- 2014: 50 kocsi;[7]
- 2017 eleje: 47 kocsi;[8]
- 2017 vége: 41 kocsi[9]